# Quarto d'Altino
Quarto d'Altino es una localidad y comune italiana de la provincia de Venecia, región de Véneto, con 8.086 habitantes.

## Evolución demográfica
| Gráfica de evolución demográfica de Quarto d'Altino entre 1861 y 2001 |
|                                                                       |
| Fuente ISTAT - elaboración gráfica de Wikipedia                       |